# Burgstall Steinhart
Der Burgstall Steinhart, auch Alte Burg oder Judenbuck genannt, bezeichnet eine abgegangene Höhenburg etwa 300 Meter ostsüdöstlich der Kirche Steinhart nahe der Burgruine Steinhart (Altes Schloss) an der Stelle des ehemaligen jüdischen Friedhofs über dem heutigen Gemeindeteil Steinhart von Hainsfarth im Landkreis Donau-Ries in Bayern.
Die Burg wurde vermutlich im 11. Jahrhundert erbaut und war die Stammburg der Späten von Steinhart. Im 13. Jahrhundert wurde die Burg aufgegeben und etwa 200 Meter weiter die Burg Steinhart erbaut. Auf dem Burghügel wurde im 16. Jh. der jüdische Friedhof angelegt, was die Bezeichnung Judenbuck erklärt. Auf dem Friedhofsareal stehen heute noch knapp 100 Grabsteine. Erhalten geblieben ist noch der gerundete Burghügel mit ringförmigem breitem tiefem Graben.